# Rödlånke
Rödlånke (Lythrum portula) är en växtart i familjen Fackelblomsväxter.  Den är upptagen i den svenska rödlistan som nära hotad (NT). 